# Ренан Ареяс
Ренан Карвальо Ареяс (на португалски: Renan Carvalho Areias) е бразилски футболист, който играе на поста централен полузащитник. Състезател на Крумовград.

## Кариера
Ареяс е бивш играч на Коринтианс Б, Ред Бул Бразил, КСВ Рьозеларе, Ашдод, Апоел Иксал, Конфианса СЕ, Крисиума, Сианорте и Камбориу.
На 5 юли 2023 г. бразилецът е обявен за ново попълнение на Крумовград. Прави дебюта си на 21 юли при загубата с 1:0 като гост на ЦСКА (София).

## Национална кариера
На 6 март 2015 г. Ренан дебютира в официален мач за националния отбор на Бразилия до 17 г., при победата с 3:2 над националния отбор на Колумбия до 17 г., в среща от Първенството на Южна Америка до 17 години.

## Успехи

### Национален отбор
Бразилия до 17 г.
- Първенство на Южна Америка до 17 години (1): 2015